# Intuit Dome
Az Intuit Dome beltéri aréna Inglewoodban, Kaliforniában. A SoFi Stadiontól délre található, a Los Angeles Clippers (NBA) otthona a 2024–2025-ös NBA-szezontól kezdve, azt követően, hogy elhagyták a Crypto.com Arénát.
A Clippersnek azt követően kellett új stadiont építenie, hogy a The Madison Square Garden Company céggel jogi problémái akadtak, akik megpróbálták megakadályozni a stadion felépítését. Az építkezések 2021. szeptember 17-én kezdődtek meg és 2024-ben fejeződnek be. A csapatnak évtizedek óta nem volt saját arénája, a Los Angeles Lakersszel osztották az akkor még Staples Center néven ismert Crypto.com Arénát. Nevét az Intuit szoftvercégről kapta.